# Rio Amme
O rio Amme é um rio da Estônia, afluente do Emajõgi.